# كليفورد إل. جونز
كليفورد إل. جونز (بالإنجليزية: Clifford Jones)‏ هو سياسي أمريكي، ولد في 31 ديسمبر 1927 في الولايات المتحدة، وتوفي بنفس المكان في 7 مايو 2008 بسبب سرطان البروستاتا. حزبياً، نشط في الحزب الجمهوري.